# Gardner (Florida)
Gardner es un lugar designado por el censo ubicado en el condado de Hardee en el estado estadounidense de Florida. En el Censo de 2010 tenía una población de 463 habitantes y una densidad poblacional de 23,19 personas por km².

## Geografía
Gardner se encuentra ubicado en las coordenadas 27°21′13″N 81°47′22″O / 27.35361, -81.78944. Según la Oficina del Censo de los Estados Unidos, Gardner tiene una superficie total de 19.96 km², de la cual 19.96 km² corresponden a tierra firme y (0%) 0 km² es agua.

## Demografía
Según el censo de 2010, había 463 personas residiendo en Gardner. La densidad de población era de 23,19 hab./km². De los 463 habitantes, Gardner estaba compuesto por el 85.1% blancos, el 0.43% eran afroamericanos, el 0% eran amerindios, el 12.31% eran asiáticos, el 0% eran isleños del Pacífico, el 1.73% eran de otras razas y el 0.43% pertenecían a dos o más razas. Del total de la población el 4.97% eran hispanos o latinos de cualquier raza.